# 克雷茨巴赫河
51°10′8.1″N 7°19′27.6″E / 51.168917°N 7.324333°E
克雷茨巴赫河（德語：Kretzer Bach），是德國的河流，位於該國西部，處於北萊茵-威斯特法倫州，屬於伍珀河的支流，處於許克斯瓦根，河道全長1.3公里。